# Fratizellen
Mit Fratizellen (it.: Fraticelli = Kleine Brüder oder „Brüderchen“) bezeichnete man Franziskaner, die sich im 13./14. Jahrhundert als „geistlich Gesinnte“ (Spiritualen) vom franziskanischen Hauptzweig abgesetzt hatten und eigene Untergruppen (Spirituale) bildeten. Die Bewegung wurde von der römisch-katholischen Kirche als Häresie betrachtet und ihre Mitglieder durch die Inquisition verfolgt.

## Konflikt mit dem Papst
Die Spiritualen und Fratizellen übten starke Kritik an der Kirche unter Papst Johannes XXII. (1316–1334), der sie eine „fleischliche Gesinnung“ vorwarfen. Die Fratizellen griffen ebenfalls in den entflammten Armutsstreit ein.
Johannes XXII. verdächtigte die Fratizellen der Häresie. Mit seiner Päpstlichen Bulle Cum inter nonnullos vom 12. November 1323 griff er in den Armutsstreit der Franziskaner ein. Darüber hinaus wurde den Fratizellen vorgeworfen, in Mittelitalien und in Florenz den Widerstand gegen die städtische Podestà anzuheizen. 
Im politischen Kampf gegen den Papst fand Ludwig der Bayer Unterstützung bei den Franziskanern Michael von Cesena und Wilhelm von Ockham. Die beiden flohen schließlich nach Bayern; hier distanzierten sie sich deutlich von den deutschen Beginen, nannten das Avignonesische Papsttum aber weiterhin „Babel der Endzeit“.

## Literarische Erwähnung
Das Thema der Spiritualen-Bewegung wird in Umberto Ecos Roman „Der Name der Rose“ ausführlich beschrieben. Historisches Vorbild für den Protagonisten William von Baskerville war wiederum Wilhelm von Ockham.